# السفارة السعودية في مالي
سفارة المملكة العربية السعودية في جمهورية مالي، هي بعثة دبلوماسية سعودية تقع العاصمة المالية باماكو ويترأس البعثة سفير خادم الحرمين الشريفين خالد بن مبروك الخالد. العنوان: جمهورية مالي - باماكو حي حمدالله آ سي إي 2000 شارع 286.

## وصلات خارجية
- موقع سفارة المملكة العربية السعودية السعودية في جمهورية مالي
- وزارة الخارجية السعودية (بالعربية)
- Ministry of Foreign Affairs of Kingdom of Saudi Arabia (بالإنجليزية)